# Stathmopoda mannophora
Stathmopoda mannophora is een vlinder uit de familie Stathmopodidae. De wetenschappelijke naam van de soort is voor het eerst geldig gepubliceerd in 1900 door Turner.